# Péter Baráth
Péter Baráth (sinh ngày 21 tháng 2 năm 2002) là một cầu thủ bóng đá chuyên nghiệp người Hungary hiện đang thi đấu ở vị trí tiền vệ trung tâm cho câu lạc bộ Ferencváros tại Giải bóng đá vô địch quốc gia Hungary, cho mượn từ Debrecen.

## Sự nghiệp thi đấu

### Câu lạc bộ

#### Ferencváros
Ngày 14 tháng 2 năm 2023, Baráth gia nhập câu lạc bộ Ferencváros tại Giải bóng đá vô địch quốc gia Hungary.
Ngày 5 tháng 5 năm 2023, anh ta giành chức vô địch Giải bóng đá vô địch quốc gia Hungary 2022-23 cùng với Ferencváros, sau khi Kecskemét để thua 1–0 trước Honvéd trên sân vận động Bozsik Aréna ở vòng đấu thứ 30.

### Quốc tế
Baráth được Đội tuyển bóng đá quốc gia Hungary gọi triệu tập để chuẩn bị cho các trận đấu tại Nations League gặp Anh (sân nhà), Ý (sân khách), Đức (sân nhà) và Anh (sân khách) vào ngày 4, 7, 11 và 14 tháng 6 năm 2022.

## Thống kê sự nghiệp
Tính đến 15 tháng 5 năm 2023
| Câu lạc bộ          | Mùa giải            | Giải đấu                              | Giải đấu | Giải đấu | Cúp  | Cúp | Châu lục | Châu lục | Khác | Khác | Tổng cộng | Tổng cộng |
| Câu lạc bộ          | Mùa giải            | Hạng                                  | Trận     | Bàn      | Trận | Bàn | Trận     | Bàn      | Trận | Bàn  | Trận      | Bàn       |
| ------------------- | ------------------- | ------------------------------------- | -------- | -------- | ---- | --- | -------- | -------- | ---- | ---- | --------- | --------- |
| Debrecen II         | 2019–20             | Giải bóng đá hạng ba Hungary          | 4        | 1        | —    | —   | —        | —        | —    | —    | 4         | 1         |
| Debrecen II         | 2020–21             | Giải bóng đá hạng ba Hungary          | 5        | 1        | —    | —   | —        | —        | —    | —    | 5         | 1         |
| Debrecen II         | 2021–22             | Giải bóng đá hạng ba Hungary          | 1        | 0        | —    | —   | —        | —        | —    | —    | 1         | 0         |
| Debrecen II         | Tổng cộng           | Tổng cộng                             | 10       | 2        | 0    | 0   | 0        | 0        | 0    | 0    | 10        | 2         |
| Debrecen            | 2019–20             | Giải bóng đá vô địch quốc gia Hungary | 7        | 0        | 0    | 0   | 0        | 0        | —    | —    | 7         | 0         |
| Debrecen            | 2020–21             | Giải bóng đá hạng hai Hungary         | 22       | 5        | 3    | 0   | 0        | 0        | —    | —    | 25        | 5         |
| Debrecen            | 2021–22             | Giải bóng đá vô địch quốc gia Hungary | 32       | 2        | 2    | 0   | 0        | 0        | —    | —    | 34        | 2         |
| Debrecen            | 2022–23             | 15                                    | 2        | 2        | 0    | 0   | 0        | —        | —    | 17   | 2         |           |
| Debrecen            | Tổng cộng           | Tổng cộng                             | 76       | 9        | 7    | 0   | 0        | 0        | 0    | 0    | 83        | 9         |
| Ferencváros (mượn)  | 2022–23             | Giải bóng đá vô địch quốc gia Hungary | 8        | 0        | 0    | 0   | 0        | 0        | —    | —    | 8         | 0         |
| Tổng cộng sự nghiệp | Tổng cộng sự nghiệp | Tổng cộng sự nghiệp                   | 94       | 11       | 7    | 0   | 0        | 0        | 0    | 0    | 101       | 11        |